# Duyên Anh
Duyên Anh (1935 – 1997) là nhà văn, nhà báo, nhà thơ hoạt động ở Miền Nam Việt Nam trước năm 1975 và ở hải ngoại sau năm 1981.

## Tiểu sử
Duyên Anh tên thật là Vũ Mộng Long, những bút hiệu khác là Thương Sinh, Mõ Báo, Thập Nguyên, Vạn Tóc Mai, Lệnh Hồ Xung, Thái Anh, Nã Cẩu, Bếp Nhỏ, Bếp Phụ và Độc Ngữ. Ông sinh ngày 16 tháng 8 năm 1935 tại làng Tường An, huyện Vũ Thư, tỉnh Thái Bình. Ông học tiểu học và trung học ở Thái Bình và Hà Nội.
Năm 1954, ông di cư vào Nam và từng làm đủ nghề: bán thuốc sơn đông mãi võ, theo đoàn cải lương lưu diễn, quảng cáo cho gánh xiếc rong, giữ xe đạp hội chợ, dạy kèm, dạy đàn ghi ta, dạy sáo.
Năm 1960, được sự nâng đỡ tận tình của nhà văn Nguyễn Mạnh Côn, Duyên Anh bắt đầu sự nghiệp văn chương và nổi tiếng ngay với tác phẩm đầu tay Hoa Thiên Lý. Tiếp theo đó là một loạt Thằng Côn, Thằng Vũ, Con Thúy.... viết về những kỷ niệm ấu thơ tại miền quê Bắc Việt, giọng văn tha thiết, nhẹ nhàng và tình cảm.
Sau đó ông trở thành một ký giả, chủ bút, chủ báo, giám đốc nhà xuất bản. Duyên Anh đã cộng tác với hầu hết những tờ báo lớn ở miền Nam trước năm 1975 như: Xây dựng, Sống, Chính Luận, Công Luận, Con Ong, Tuổi Ngọc...
Có một dạo, Duyên Anh thường viết về giới giang hồ, bụi đời trong xã hội trước năm 1975. Trong tác phẩm của Duyên Anh ca ngợi lối sống phóng khoáng, bất cần đời của giới trẻ bị bế tắc trong cuộc sống. Tuy nhiên vẫn thấm đậm một tính cách nghĩa khí và các nhân vật của Duyên Anh đều sẵn sàng chết vì tình nghĩa và chữ tín của mình. Ngoài ra, ông cũng viết nhiều truyện ngắn và truyện dài cho thiếu nhi.
Sau sự kiện 30 tháng 4 năm 1975, cùng với Doãn Quốc Sĩ, Dương Nghiễm Mậu, Nhã Ca, Phan Nhật Nam, Thanh Tâm Tuyền, Duyên Anh bị liệt danh là một trong 10 nghệ sĩ nêu danh là "Những Tên Biệt Kích của Chủ nghĩa Thực Dân Mới Trên Mặt Trận Văn Hóa - Tư Tưởng" và tác phẩm bị cấm lưu hành.
Ngày 8 tháng 4 năm 1976, Duyên Anh bị bắt đi tù cải tạo trong Chiến dịch bắt văn nghệ sĩ miền Nam (tháng 4 năm 1976). Sau khi ra khỏi trại cải tạo vào tháng 11 năm 1981 ông vượt biên đến Malaysia. Tháng 10 năm 1983 Duyên Anh sang định cư tại Pháp. Một số tác phẩm ông viết ở Hải ngoại được dịch ra tiếng nước ngoài và dựng thành phim, như Đồi FanTa, Một Người Nga ở Sài Gòn. Thời gian này, ông cũng có viết thơ và soạn nhạc.
Năm 1985, ông bắt đầu cộng tác với tờ Ngày Nay và trở thành một trong những cây bút trụ cột của báo này.
Ngày 6 tháng 2 năm 1997, Duyên Anh mất vì bệnh xơ gan tại Paris, Pháp.

## Đánh giá
Gần như có hai con người đối lập trong ông. Một Duyên Anh nhà văn có lối viết nhẹ nhàng, trong sáng, mơ mộng, đầy ấp tình người. Và một Duyên Anh nhà báo ngổ ngáo, tai tiếng, lắm kẻ thù với những bài viết sống sượng và cay độc. Ông được đánh giá là một nhà văn, nhà báo có chỗ đứng cao trong văn học nghệ thuật Việt Nam, sức sáng tạo dồi dào: 34 năm cầm bút với 101 tác phẩm.

## Các tác phẩm chính
| - Đêm thánh vô cùng - Hoa thiên lý - Điệu ru nước mắt - Luật hè phố - Thằng Vũ - Dấu chân sỏi đá - Dzũng ĐaKao - Vết thù hằn trên lưng con ngựa hoang - Bồn Lừa - Ảo vọng tuổi trẻ - Gấu rừng - Cỏ non - Ngày xưa còn bé - Nặng nợ giang hồ - Mùa thu - Con suối ở Miền Đông - Danh ná truyện tuổi nhỏ - Giặc cờ đỏ truyện tuổi nhỏ - Nhóc tì phản động truyện tuổi nhỏ - Hồn say phấn lạ tiểu thuyết trường thiên |  | - Cầu Mơ - Ánh lửa đêm tù - Ánh mắt trông theo - Thằng Côn - Trường cũ - Tuổi 13 - Nhà tôi - Mơ thành người Quang Trung - Đàn bà - Chương Còm - Mặt Trời nhỏ - Lứa tuổi thích ô mai - Giặc ôkê - Đồi Fanta truyện - La colline de Fanta dịch bản tiếng Pháp nxb Belfond Paris - Một người Nga ở Sài Gòn truyện (1986) Nam Á, Paris - Un Russe à Saïgon dịch bản tiếng Pháp nxb Belfond Paris - Un prisonnier Américan au Viêtnam truyện nxb Belfond Paris - Hôn em kỷ niệm nhạc (1986) Nam Á, Paris - Ru tình ngất ngây nhạc |  | - Thơ tù thơ (1984) Nam Á, Paris - Em, Sài Gòn và Paris thơ - Một người mang tên Trần Văn Bá truyện (1985) Nam Á, Paris - Sỏi đá ngậm ngùi truyện (1985) Nam Á, Paris - Bầy sư tử lãng mạn truyện (1985) Nam Á, Paris - Quán trọ trước cổng thiên đường truyện (1987) Nam Á, Paris - Thơ của đàn bà truyện - Nhánh cỏ mộng mơ truyện - Động lòng chữ nghĩa đoản văn - Nhà tù hồi ký (1987) Xuân Thu Hoa Kỳ - Trại tập trung hồi ký (1987) Xuân Thu Hoa Kỳ - Sài Gòn ngày dài nhất hồi ký, Xuân Thu Hoa Kỳ - Nhìn lại những bến bờ hồi ký, Xuân Thu Hoa Kỳ |  |  |